# 凱利赫鎮區 (明尼蘇達州貝爾特拉米縣)
凱利赫鎮區（英語：Kelliher Township）是位於美國明尼蘇達州貝爾特拉米縣的一個行政鎮區。

## 地方資料
凱利赫鎮區的面積為87.00平方千米，當中陸地面積為86.90平方千米，而水域面積為0.10平方千米。根據2020年美國人口普查的數據，當地共有人口126人，而人口密度為每平方千米1.45人。